# S320

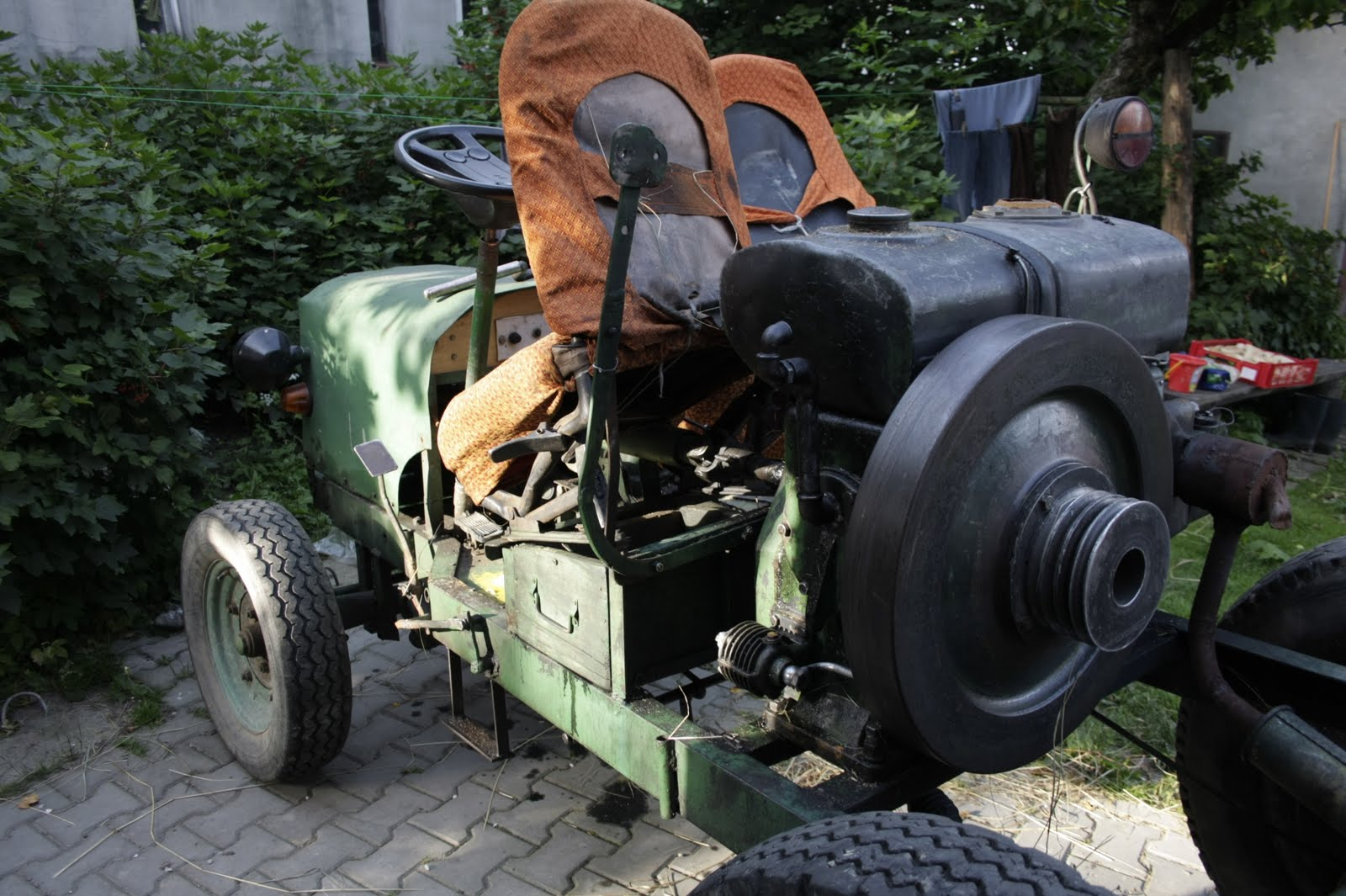
Traktor typu „SAM” z wykorzystanym silnikiem S320

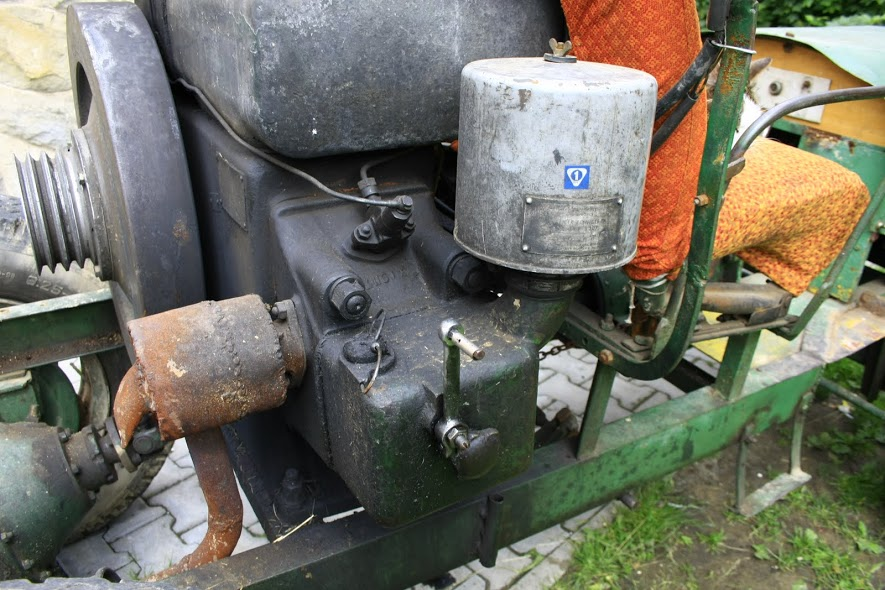
Silnik S320 od strony głowicy

S320 – rodzina polskich silników o zapłonie samoczynnym, obiegu czterosuwowym o mocy 18 KM, opracowana przez Wytwórnię Silników Wysokoprężnych w Andrychowie.
Podstawowa wersja to silnik S320, pozostałe odmiany – S320R, S320E, S320ER, S320AD, S320M różnią się od podstawowej zastosowanym osprzętem i regulacjami.
Jest to silnik jednocylindrowy, chłodzony cieczą przez odparowanie z wtryskiem pośrednim do komory wirowej.
Silnik ten ciągle jest produkowany, jednak ze względu na niespełnianie współczesnych europejskich norm emisji spalin, sprzedawany jest wyłącznie na rynkach zagranicznych.
Stosowany był głównie jako silnik napędowy różnych maszyn rolniczych (młocarni, młynów, pras). Był również wykorzystywany jako silnik do napędu traktorów rolniczych typu „SAM”.

## Dane techniczne
- rodzaj zapłonu: samoczynny
- rodzaj paliwa: olej napędowy
- moc maksymalna 13,2 kW przy 1500 obr./min
- maksymalny moment obrotowy: 84,4 Nm przy 1200 obr./min
- jednostkowe zużycie paliwa przy mocy znamionowej: 258 g/kWh
- liczba cylindrów: 1
- układ cylindra: poziomy
- średnica cylindra: 120mm
- skok tłoka: 160 mm
- pojemność skokowa: 1810 cm³
- stopień sprężania: 17
- rodzaj rozrządu: górnozaworowy (OHV)
- rozruch: ręczny za pomocą korby z użyciem odprężnika.

### Układ zasilania paliwem
- pompa paliwa: bloczkowa
- wtryskiwacz: czopikowy, typ: WJ1S50.8
- kąt wyprzedzenia wtrysku
  - 32° przed GMP dla modelu S320
  - 29° przed GMP dla modelu S320R
  - 17° przed GMP dla modelu S320M
- ciśnienie wtrysku: 17 MPa
- filtr paliwa: papierowy, typ: WP111X
- zbiornik paliwa: 15 dm³

### Smarowanie
- rodzaj smarowania: rozbryzgowe i obiegowe pod ciśnieniem
- ilość oleju w silniku: 4-10,5 dm³
- rodzaj oleju: olej silnikowy mineralny, CB/SC SAE 15W/40
- pompa oleju: zębata
- ciśnienie oleju: 200-400 kPa (dla przedziału 800-1500 obr./min)
- zużycie oleju: 4,1 g/kWh

### Chłodzenie
- rodzaj chłodzenia: wodne, przez odparowanie
- pojemność zbiornika chłodzącego: 30 dm³
- zalecana temperatura robocza: 80–95 °C

### Inne
- filtr powietrza: suchy (typ wkładu: WA20-151, AR253) lub mokry olejowy
- masa suchego silnika: 330 kg (dotyczy tylko modelu S320)

## Warianty silnika S320

### S320E
Silnik wyposażony w instalację elektryczną i prądnicę.
- masa: 345 kg

### S320ER
Silnik, oprócz instalacji elektrycznej i prądnicy, wyposażony został w rozrusznik.
- masa: 360 kg (bez akumulatora)

### S320M
Silnik różni się kilkoma parametrami od wersji podstawowej:
- moc maksymalna: 16 kW (22 KM) przy 1500 obr./min
- maksymalny moment obrotowy: 104 Nm przy 1300 obr./min
- kąt wyprzedzenia wtrysku: 17° przed GMP